# Cookstown Hockey Club
Cookstown Hockey Club is een Ierse hockeyclub uit Cookstown.
De club speelt bij de heren en de dames in de hoogste Ierse divisie en op meerdere Europacup toernooien actief geweest. De club neemt onder meer deel aan de Euro Hockey League 2011/2012.

## Erelijst
- Irish Senior Cup (2x)
  - 1986/87 & 2010/11

- Irish Junior Cup (2x)
  - 1982/83, 1984/85

- Ulster Senior League (4x)
  - 1982/83, 2007/08, 2008/09 & 2009/2010

- Kirk Cup (5x)
  - 1988/89, 2002/03, 2006/07, 2008/09 & 2009/2010

- Anderson Cup (2x)
  - 1982/83 & 1992/93.

- Europacup I B Divisie (1x)
  - 1981